# Sisyrinchium halophilum
Sisyrinchium halophilum är en irisväxtart som beskrevs av Edward Lee Greene. Sisyrinchium halophilum ingår i släktet gräsliljor, och familjen irisväxter. Inga underarter finns listade i Catalogue of Life.